# 沃尔施塔特 (黑森州)
沃尔施塔特（德語：Wöllstadt，發音：[ˈvœlʃtat]）是德国黑森州达姆施塔特行政区韦特劳县的市镇，面积15.38平方千米，2023年12月31日人口为6,754人。